# Avatar: The Last Airbender (fumetto)
Avatar: The Last Airbender è una serie a fumetti, continuazione della serie televisiva animata originale Nickelodeon, Avatar - La leggenda di Aang creata da Michael Dante DiMartino e Bryan Konietzko. La serie include The Lost Adventures, pubblicata tra il 2005 e il 2011 ed ambientata tra gli episodi della serie originale, una sequenza di trilogie di graphic novels, pubblicate dal 2012 e ambientate pochi anni dopo la fine de La leggenda di Aang, e tre volumi unici. Dal 1º ottobre 2020 la serie è pubblicata in Italia da Tunué.
Una serie di fumetti correlati, The Legend of Korra, sequel dell’omonima serie e ambientata decenni dopo, ha iniziato la sua pubblicazione nel 2017.

## Storie brevi

### Numeri del Free Comic Book Day
Ogni anno dal 2011, la Dark Horse Comics ha pubblicato un breve fumetto di Avatar: The Last Airbender o The Legend of Korra in occasione del Free Comic Book Day.
| Titolo                | Data           | Storia                       | Disegni                                   | Colori            | Numeri FCBD                                                       |
| --------------------- | -------------- | ---------------------------- | ----------------------------------------- | ----------------- | ----------------------------------------------------------------- |
| Relics                | 7 maggio 2011  | Johane Matte Joshua Hamilton | Johane Matte                              | Hye Jung Kim      | Avatar: The Last Airbender / Star Wars: The Clone Wars            |
| Rebound               | 4 maggio 2013  | Gene Luen Yang               | Ryan Hill                                 | Ryan Hill         | Star Wars / Captain Midnight / Avatar: The Last Airbender         |
| Shells                | 3 maggio 2014  | Gene Luen Yang               | Faith Erin Hicks                          | Cris Peter        | Avatar: The Last Airbender / Itty Bitty Hellboy / Juice Squeezers |
| Sisters               | 2 maggio 2015  | Gene Luen Yang               | Carla Speed McNeil                        | Jenn Manley Lee   | Avatar: The Last Airbender / Plants vs. Zombies / Bandette        |
| Matcha Makers         | 14 agosto 2021 | Nadia Shammas                | Sarah Alfageeh                            | Savanna Ganucheau | Avatar: The Last Airbender / The Legend of Korra                  |
| Aang's Unfreezing Day | 7 maggio 2022  | Kelly Leigh Miller           | Diana Sim Christianne Gillenardo-Goudreau | Michael Atuyeh    | Avatar: The Last Airbender / The Legend of Korra                  |

### The Lost Adventures
La graphic novel Avatar: The Last Airbender - The Lost Adventures è una raccolta di fumetti preferiti dai fan, pubblicati in passato da Nickelodeon Magazine e nella raccolta DVD di Avatar: The Last Airbender tra il 2005 e il 2011. Include anche il numero Relics uscito con il Free Comic Book Day. Pubblicato il 15 giugno 2011, è un'antologia che comprende ventotto storie di vari scrittori e artisti, molti dei quali hanno lavorato alla serie animata originale. The Lost Adventures è diviso in tre libri: Acqua, Terra e Fuoco, corrispondenti alle tre stagioni della serie TV.

### Team Avatar Tales
Avatar: The Last Airbender - Team Avatar Tales è il secondo libro antologico dopo The Lost Adventures, che raccoglie le storie del Free Comic Book 2013-2015 insieme ad altre completamente nuove. Il libro, dopo numerosi rinvii, è stato pubblicato il 2 ottobre 2019. Tra gli autori che hanno collaborato al volume ci sono Gene Luen Yang, Dave Scheidt, Sara Goetter, Ron Koertge, Kiku Hughes, Faith Erin Hicks, Ryan Hill, Carla Speed McNeil, Johane Matte e Sara DuVall.

## Graphic novel
Una serie di trilogie di graphic novel continuano la storia dopo la fine della serie La leggenda di Aang. Pubblicate da Dark Horse Comics, le prime cinque storie sono state scritte da Gene Luen Yang e disegnate dal team di artisti Gurihiru. Nel 2018, Faith Erin Hicks è subentrato come scrittore e Peter Wartman come disegnatore.
In Italia i fumetti sono pubblicati da Tunué a partire dal 2020, che raccoglie ogni trilogia in un volume unico a lei dedicato
| Titolo                                             | Titolo italiano      | Data              | Data Italia       | Storia                                                   | Script           | Disegni       | Colori       |
| -------------------------------------------------- | -------------------- | ----------------- | ----------------- | -------------------------------------------------------- | ---------------- | ------------- | ------------ |
| The Promise                                        | La promessa          | 25 gennaio 2012   | 1 ottobre 2020    | Michael Dante DiMartino Bryan Konietzko Gene Luen Yang   | Gene Luen Yang   | Gurihiru      | Gurihiru     |
| The Promise                                        | La promessa          | 30 maggio 2012    | 1 ottobre 2020    | Michael Dante DiMartino Bryan Konietzko Gene Luen Yang   | Gene Luen Yang   | Gurihiru      | Gurihiru     |
| The Promise                                        | La promessa          | 26 settembre 2012 | 1 ottobre 2020    | Michael Dante DiMartino Bryan Konietzko Gene Luen Yang   | Gene Luen Yang   | Gurihiru      | Gurihiru     |
| The Search                                         | La ricerca           | 20 marzo 2013     | 11 febbraio 2021  | Michael Dante DiMartino Bryan Konietzko Gene Luen Yang   | Gene Luen Yang   | Gurihiru      | Gurihiru     |
| The Search                                         | La ricerca           | 10 luglio 2013    | 11 febbraio 2021  | Michael Dante DiMartino Bryan Konietzko Gene Luen Yang   | Gene Luen Yang   | Gurihiru      | Gurihiru     |
| The Search                                         | La ricerca           | 30 ottobre 2013   | 11 febbraio 2021  | Michael Dante DiMartino Bryan Konietzko Gene Luen Yang   | Gene Luen Yang   | Gurihiru      | Gurihiru     |
| The Rift                                           | La frattura          | 5 marzo 2014      | 30 settembre 2021 | Michael Dante DiMartino Bryan Konietzko Gene Luen Yang   | Gene Luen Yang   | Gurihiru      | Gurihiru     |
| The Rift                                           | La frattura          | 2 luglio 2014     | 30 settembre 2021 | Michael Dante DiMartino Bryan Konietzko Gene Luen Yang   | Gene Luen Yang   | Gurihiru      | Gurihiru     |
| The Rift                                           | La frattura          | 5 novembre 2014   | 30 settembre 2021 | Michael Dante DiMartino Bryan Konietzko Gene Luen Yang   | Gene Luen Yang   | Gurihiru      | Gurihiru     |
| Smoke and Shadow                                   | Fumo e ombra         | 23 settembre 2015 | 17 marzo 2022     | Michael Dante DiMartino Bryan Konietzko Gene Luen Yang   | Gene Luen Yang   | Gurihiru      | Gurihiru     |
| Smoke and Shadow                                   | Fumo e ombra         | 16 dicembre 2015  | 17 marzo 2022     | Michael Dante DiMartino Bryan Konietzko Gene Luen Yang   | Gene Luen Yang   | Gurihiru      | Gurihiru     |
| Smoke and Shadow                                   | Fumo e ombra         | 16 marzo 2016     | 17 marzo 2022     | Michael Dante DiMartino Bryan Konietzko Gene Luen Yang   | Gene Luen Yang   | Gurihiru      | Gurihiru     |
| North and South                                    | Nord e Sud           | 14 settembre 2016 | 7 luglio 2022     | Michael Dante DiMartino Bryan Konietzko Gene Luen Yang   | Gene Luen Yang   | Gurihiru      | Gurihiru     |
| North and South                                    | Nord e Sud           | 25 gennaio 2017   | 7 luglio 2022     | Michael Dante DiMartino Bryan Konietzko Gene Luen Yang   | Gene Luen Yang   | Gurihiru      | Gurihiru     |
| North and South                                    | Nord e Sud           | 26 aprile 2017    | 7 luglio 2022     | Michael Dante DiMartino Bryan Konietzko Gene Luen Yang   | Gene Luen Yang   | Gurihiru      | Gurihiru     |
| Imbalance                                          | Squilibrio           | 18 dicembre 2018  | 7 ottobre 2022    | Michael Dante DiMartino Bryan Konietzko Faith Erin Hicks | Faith Erin Hicks | Peter Wartman | Ryan Hill    |
| Imbalance                                          | Squilibrio           | 14 maggio 2019    | 7 ottobre 2022    | Michael Dante DiMartino Bryan Konietzko Faith Erin Hicks | Faith Erin Hicks | Peter Wartman | Adele Matera |
| Imbalance                                          | Squilibrio           | 1 ottobre 2019    | 7 ottobre 2022    | Michael Dante DiMartino Bryan Konietzko Faith Erin Hicks | Faith Erin Hicks | Peter Wartman | Adele Matera |
| Katara e l'argento dei pirati                      | Team Avatar Treasury | 14 ottobre 2020   | 12 settembre 2023 | Faith Erin Hicks Tim Hedrick                             | Faith Erin Hicks | Peter Wartman | Adele Matera |
| L'Accademia di Dominio del Metallo di Toph Beifong | Team Avatar Treasury | 17 febbraio 2021  | 12 settembre 2023 | Faith Erin Hicks                                         | Faith Erin Hicks | Peter Wartman | Adele Matera |
| Suki da sola                                       | Team Avatar Treasury | 28 luglio 2021    | 12 settembre 2023 | Faith Erin Hicks                                         | Faith Erin Hicks | Peter Wartman | Adele Matera |
| Azula in the Spirit Temple                         |                      | 1 novembre 2023   |                   | Faith Erin Hicks                                         | Faith Erin Hicks | Peter Wartman | Adele Matera |
| The Bounty Hunter and the Tea Brewer               |                      | 6 agosto 2024     |                   | Faith Erin Hicks                                         | Faith Erin Hicks | Peter Wartman | Adele Matera |

## Edizioni da collezione
Il materiale dei romanzi grafici originali viene raccolto in un'edizione di libreria di grandi dimensioni con note dei creatori e una sezione di album da disegno.
| Volume | Titolo                                    | Data              | Collezione                            | ISBN               |
| ------ | ----------------------------------------- | ----------------- | ------------------------------------- | ------------------ |
| 1      | The Promise                               | 20 febbraio 2013  | The Promise 1–3                       | ISBN 9781616550745 |
| 2      | The Search                                | 5 febbraio 2014   | The Search 1–3                        | ISBN 9781616552268 |
| 3      | The Rift                                  | 11 febbraio 2015  | The Rift 1–3                          | ISBN 9781616555504 |
| 4      | Smoke and Shadow                          | 21 settembre 2016 | Smoke and Shadow 1–3                  | ISBN 9781506700137 |
| 5      | North and South                           | 25 ottobre 2017   | North and South 1–3                   | ISBN 9781506701950 |
| 6      | Imbalance                                 | 13 maggio 2020    | Imbalance 1–3                         | ISBN 9781506708126 |
| 7      | The Lost Adventures and Team Avatar Tales | 28 ottobre 2020   | The Lost Adventures Team Avatar Tales | ISBN 9781506722740 |

## La promessa

### Trama
La promessa è il primo fumetto a continuare la narrazione subito dopo la fine della serie su Nickelodeon e da subito dove la serie si era interrotta. A esempio, nell'ultimo episodio della serie, Katara e Aang iniziano la loro relazione e la prima parte de La promessa esplora la loro nuova storia d'amore. Il fumetto esplora anche le pratiche di dominio del metallo di Toph e il regno di Zuko come Signore del Fuoco. Il pubblico vede maggiormente la dinamica tra l'Avatar Aang e il Signore del Fuoco Zuko mentre entrambi lavorano con il Re della Terra su un conflitto: le colonie della Nazione del Fuoco nel territorio del Regno della Terra. La questione si aggrava quando Yu Dao, una delle colonie della Nazione del Fuoco, combatte contro quest'ordine.
Nella seconda parte de La promessa, il Team Avatar inizia a cercare di risolvere il problema di Yu Dao, mentre il Signore del Fuoco Zuko mira a ricevere consigli da suo padre che in precedenza era il Signore del Fuoco. Zuko vive una guerra interna, nella quale sente il bisogno di fare ciò che è meglio per le quattro nazioni ma teme di diventare come il suo tiranno padre. La questione diventa tesa quando il Re della Terra Kuei e Zuko si avvicinano alla guerra.
Nella seconda parte de La promessa, le tensioni aumentano poiché Zuko e Kuei mirano entrambi a mantenere Yu Dao con mezzi militari. Mentre entrambi inviano i loro eserciti a combattere, l'Avatar Aang deve decidere cosa fare per mantenere la pace tra le quattro nazioni, anche se ciò significa uccidere il Signore del Fuoco Zuko, il suo migliore amico.

### Critica
Nel giugno 2012, la seconda parte de La promessa è stata un bestseller del New York Times e in cima alle classifiche di BookScan. La critica afferma che questo fumetto è bravissimo a rappresentare i personaggi in modo autentico e che le illustrazioni sono un "grande successo".

## La ricerca

### Trama
La ricerca racconta l'avventura del Signore del Fuoco Zuko alla ricerca della madre Ursa, presumibilmente defunta, che lasciò la Nazione del Fuoco per salvargli la vita quando era bambino. Questo fumetto include anche un ampio pezzo della vita di Ursa, del suo amante e del suo cuore spezzato. La trama va dal passato, la vita di Ursa con il suo amante, al presente, la ricerca di Zuko per trovarla.
Nella prima parte de La ricerca, Zuko fa un patto con sua sorella Azula: lei deve aiutarlo a trovare sua madre e lui la libera dal manicomio. Zuko, Azula e il Team Avatar decidono di trovare sua madre andando a Hira'a, la città dove è cresciuta Ursa. Alla fine della prima parte de La ricerca,, Zuko scopre che il suo padre biologico era un uomo di nome Ikem di cui sua madre era innamorata prima di sposare Ozai.
Nella seconda parte de La ricerca, l'Avatar Aang respinge l'entusiasmo del Signore del Fuoco Zuko dopo aver scoperto che Ozai potrebbe non essere il suo padre biologico ed esprime la sua preoccupazione che se Ozai non è il vero padre di Zuko, allora Zuko non ha diritto al trono. Il Team Aang, Zuko e Azula continuano a cercare Ursa e vanno nella Valle dell'Onlio. Qui, Aang incontra "La Madre dei Volti" nel mondo degli spiriti.
Nella terza parte de La ricerca, Azula scopre informazioni importanti su Ursa e mira a trovare sua madre da sola, ma il Signore del Fuoco Zuko e Sokka cercano prima di trovare Ursa. l'Avatar Aang e Katara hanno a che fare con la "Madre dei Volti" e i suoi animali spirituali.

### Critica
Nel luglio 2013, la seconda parte de La ricerca  è stata un bestseller del New York Times. La critica afferma che questo fumetto spiega bene i pezzi mancanti della madre di Zuko, ma la storia ha solo ampliato la narrazione con coincidenze piuttosto che con uno scopo.

## La frattura

### Trama
La frattura ruota principalmente attorno alle radici di Aang: la Nazione dell'Aria. Questo fumetto esplora anche il passato di Toph, in particolare la sua complicata relazione con suo padre.
Nella prima parte de La frattura, Aang vuole che i suoi amici celebrino il festival di Yangchen. Questo festival era una delle feste più sacre dei Nomadi dell'Aria, ma non viene celebrato per 100 anni a causa del genocidio dei Nomadi dell'Aria. Aang incontra l'Avatar Yangchen e scopre che una fabbrica della Nazione del Fuoco e del Regno della Terra di proprietà congiunta si trova sulla terra sacra dei Nomadi dell'Aria Toph si riunisce con suo padre, che non vedeva da due anni.
Nella seconda parte de La frattura, il Team Avatar continua a cercare di salvare la terra sacra dei Nomadi dell'Aria dagli industriali. Aang e l'Avatar Yangchen entrano nel mondo degli spiriti e lei parla della sua esperienza con un uomo chiamato Generale Vecchio Ferro e del suo rancore contro la città di Boma per la morte di Lady Tienhai. Mentre parlano, il posto viene colpito da un terremoto.
Nella terza parte de La frattura, Aang si connette con l'Avatar Yangchen e scopre che l'unico modo per impedire il ritorno dello spirito amareggiato del Generale Vecchio Ferro è distruggere la città. Toph non è d'accordo con questa soluzione, poiché rispetta il simbolo della raffineria di cooperazione internazionale tra le nazioni del Fuoco e della Terra. Alla fine, Aang combatte il Generale Vecchio Ferro e vince. Dopo l'incontro con Lady Tenhai nel mondo degli spiriti, Aang riconosce che gli spiriti meritano di vivere in pace con la civiltà umana e crea il "Festival degli amici degli spiriti".

### Critica
Nel marzo 2014, la prima parte de La frattura è stata un bestseller del New York Times. La critica afferma che il messaggio di questo fumetto, cioè che la tradizione dovrebbe influenzare il presente, ma non dovrebbe impedire il progresso, è un passaggio adatto ad Avatar: La leggenda di Korra.

## Fumo e ombra

### Trama
Fumo e ombra continua la relazione tra Zuko e Ursa dal punto in cui La ricerca si interrompe. Questo fumetto approfondisce ulteriormente la famiglia di Zuko in generale; ruota principalmente attorno alla missione di Zuko e Aang di risolvere entrambe le questioni nel mondo fisico e spirituale.
Nella prima parte di Fumo e ombra, figure misteriose chiamate spiriti Kemurikage raccontano una profezia secondo cui Zuko dovrà lasciare il trono altrimenti la Nazione del Fuoco crollerà. Il Nuovo Ordine di Ozai inizia a organizzare un piano per rimuovere Zuko dal trono e i bambini iniziano a scomparire nel Capitale della Nazione del Fuoco.
Nella seconda parte di Fumo e ombra, Aang e il resto del Team Avatar mirano a dare un senso alla scomparsa dei bambini. Il capo del Kemurikage viene rivelato a Zuko e Aang come Azula.
Nella terza parte di Fumo e ombra, Zuko tenta di catturare Azula. In tal modo, combatte Azula e lei gli dice che vuole che Zuko sia il Signore del Fuoco che voleva essere, uno che guida con paura piuttosto che con compassione. In questo modo, lei governa attraverso di lui. Azula e il resto del Kemurikage scompaiono nel fumo. Aang e il resto del Team Avatar salvano i bambini combattendo gli spiriti Kemurikage. Dopo la battaglia, Zuko tiene un discorso sui suoi fallimenti e promette di fare la cosa giusta. Azula e altre due Kemurikage guardano e quando Zuko finisce, svaniscono. Il finale del fumetto consiste nell'incontro di Ursa con Ozai nella cella di quest'ultimo, dopo tanti anni. Ursa vede il suo ex marito per l'uomo che era, un uomo piccolo che cercava di comportarsi in grande.

### Critica
Nel maggio 2016, la prima parte di Fumo e ombra è stata un bestseller del New York Times. La critica afferma che questo fumetto è stato bravo a ritrarre la famiglia di Zuko con un ulteriore sviluppo del personaggio. Tuttavia, afferma anche che alcuni temi, come l'insicurezza di Zuko nell'essere il Signore del Fuoco, sono diventati ripetitivi.

## Nord e Sud

### Trama
Nord e Sud ruota attorno alle radici di Katara e Sokka che tornano a casa nella Tribù dell'Acqua del Sud.
Nella prima parte di Nord e Sud, Katara e Sokka tornano a casa e rimangono sorpresi dalla fiorente città che è diventata dal piccolo villaggio in cui sono cresciuti. Scoprono che il loro padre, Hakoda, è al comando e Malina, una donna della Tribù dell'Acqua del Nord, ha avuto un ruolo enorme nel progresso della Tribù dell'Acqua del Sud. Alla fine della prima parte, Katara e Sokka incontrano il padre e Malina nel bel mezzo di un bacio.
Nella seconda parte di Nord e Sud, Gilak del Sud cerca di rapire Katara e Sokka e lascia un biglietto sulla porta di Hakoda che dice: "Ti mostrerò presto la verità, premier". Katara è sospettosa dell'integrazione delle Tribù dell'Acqua del Nord e del Sud. Gilak smaschera Malina per la sua integrazione di entrambe le tribù e afferma che mira solo a sfruttare le risorse naturali della Tribù dell'Acqua del Sud a beneficio della Tribù dell'Acqua del Nord. Malina si scusa ma le truppe di Gilak attaccano lei e suo fratello Maliq. Il Team Avatar interviene e combatte le truppe. Gilak viene scortato nella sua cella di prigione, ma un ufficiale che dice di non aver mai amato gli abitanti del Nord gli dà la chiave della sua cella.
Nella terza parte di Nord e Sud, il Signore del Fuoco Zuko e il Re della Terra Kuei arrivano nella Tribù dell'Acqua del Sud e approvano la piena integrazione delle tribù. In mezzo a questo, Gilak si libera e provoca una ribellione. Quindi rapiscono il Re della Terra Kuei, minacciando che nel caso in cui Hakoda non si arrenda alla giustizia del Sud sul Ponte di Non Ritorno, Gilak ucciderà il Re della Terra Kuei. Scoppia in una rissa; Gilak muore e Malina viene salvata da Katara.
In seguito, Katara va alla tomba di sua madre Kya e piange. Il finale è quando i ragazzi cucinano e mangiano cibi popolari provenienti da tutte e quattro le nazioni del mondo con i loro nonni.

### Critica
Alcuni della critica affermano che Nord e Sud sia stato "deludente" e "vittima di sé stesso". Altri affermano che l'antagonista, Gilak, non era così minaccioso come gli altri cattivi, il che ha reso il fumetto meno emozionante.

## Squilibrio

### Trama
Squilibrio circonda la tensione tra i dominatori e i non dominatori nelle Industrie del Fuoco e della Terra.
Nella prima parte di Squilibrio, il Team Avatar arriva alle Industrie del Fuoco e della Terra e, con loro sorpresa, incontra disapprovazione poiché aumentano le controversie tra i dominatori e i non dominatori.
Nella seconda parte di Squilibrio, il Team Avatar mira a risolvere il conflitto tra coloro che si piegano e quelli che non si piegano.
Nella terza parte di Squilibrio, il conflitto raggiunge il culmine e spetta ad Aang trovare una soluzione che soddisfi entrambe le parti.
Questo fumetto nel suo insieme costituisce la maggior parte della trama di Avatar: La leggenda di Korra poiché esplora la crescente tensione tra politica e industrializzazione.

### Critica
La critica afferma che questo fumetto procede lentamente all'inizio, poiché comincia con un'ampia disputa tra dominatori e non dominatori, ma aumenta il ritmo man mano che la narrazione esplora l'idea di modernizzazione.

## Team Avatar

### Katar e l'argento dei pirati
Pubblicato il 13 ottobre 2020, Katara e l'argento del pirata è il primo fumetto da solista indipendente (rispetto ai precedenti fumetti pubblicate come trilogie) dell'Universo Avatar. Inoltre, a differenza delle trilogie precedentemente pubblicate ambientate dopo gli eventi della serie, Katara e l'argento del pirata è ambientato durante gli eventi della serie.

#### Trama
Ambientato nell'universo di Avatar dopo gli eventi dell'episodio del Libro secondo: Terra "Il dominio della terra", Katara e l'argento del pirata segue Katara mentre viene separata dal resto del Team Avatar quando, mentre attraversa un blocco della Nazione del Fuoco, Appa lancia accidentalmente Katara dalla sua schiena mentre evitava la Nazione del Fuoco che lanciava proiettili. Impossibilitata a incontrarsi con Aang, Toph e Sokka, Katara deve evitare la cattura alleandosi con una banda di pirati che le offrono il passaggio oltre il blocco. In tal modo, Katara è costretta a dimostrare di avere la grinta e la tenacia per resistere a chiunque.

#### Critica
Il fumetto è stato generalmente ben accolto dalla critica. Brenton Stewart di Comic Books Resources ha affermato che "dopo essere stata solitamente relegata in disparte, Katara brilla come la protagonista della storia in un ruolo principale atteso da tempo che è solo una delle numerose decisioni intelligenti in materia di narrazione". Lui ha inoltre aggiunto: "Attaccato alla serie originale a parte, il fumetto è semplicemente un'avventura piacevole e divertente che mette in mostra la forza di Katara e rivela qualcosa in più del mondo sempre più affascinante di Avatar mentre otteniamo una visione approfondita della vita dei pirati".

### L'Accademia di Dominio del Metallo di Toph Beifong
Pubblicato il 17 febbraio 2021, L'accademia del dominio del metallo di Toph Beifong è un fumetto indipendente ambientato nell'universo di Avatar dopo gli eventi de La frattura e prima degli eventi di Fumo e ombra.

#### Trama
Il fumetto segue Toph mentre si stabilisce in una vita facile trasformando i dominatori della Terra in dominatori del Metallo dopo aver costruito infrastrutture sufficienti per la sua accademia del dominio del metallo.

### Suki da sola
Il terzo fumetto indipendente dall'universo Avatar, Suki, da sola, è stato pubblicato il 27 luglio 2021. Originariamente l'uscita era prevista per il 22 giugno 2021. Segue la storia di Suki, la guerriera Kyoshi da qualche parte tra "Appa" e "La roccia bollente".

#### Trama
Suki viene catturata dalla Nazione del Fuoco e portata a Roccia Bollente, una triste prigione nel mezzo di un vulcano dormiente. Separata dal Team Avatar e dalle sue sorelle guerriere Kyoshi, decide di costruire la propria comunità tra gli altri prigionieri. Ma ci vorrà più di una parola incoraggiante per creare fiducia tra così tante persone spaventate. Suki dovrà attingere a tutte le sue risorse per riuscirci, e anche questo potrebbe non bastare.

## Azula in the Spirit Temple
Durante il San Diego Comic-Con 2022, è stato rivelato che un nuovo fumetto sarebbe stato previsto per l'autunno del 2023. Faith Erin Hicks tornerà a scrivere con i disegni di Peter Wartman. La storia sarà una storia a sé stante che seguirà la diciassettenne principessa Azula e il suo percorso verso la redenzione grazie a uno spirito che aiuta gli esseri umani in difficoltà che hanno percorso la strada sbagliata.

## The Bounty Hunter and the Tea Brewer
Questo libro inizia da dove abbiamo lasciato lo zio Iroh dopo la fine della serie originale. Lo zio Iroh si è stabilito a Ba Sing Se, lavorando in pace nel suo negozio di tè quando riceve una visita entro giugno. June ha alcuni affari urgenti di cui occuparsi della Nazione del Fuoco.